# O intemerata

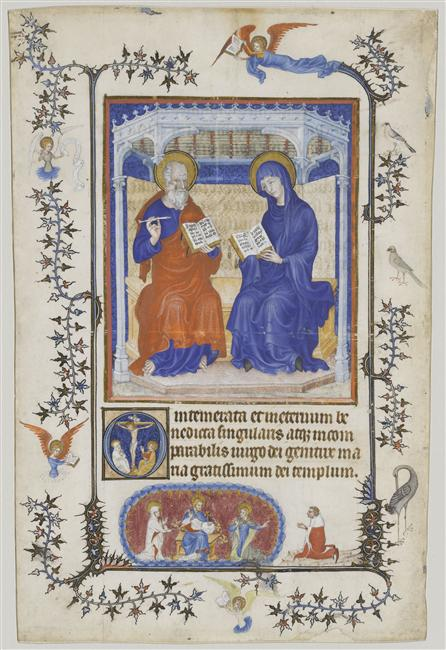
Maria en Joannes bij het O intemerata, in de Très belles heures du duc de Berry.

Het O intemerata (O onbevlekte) is een gebed tot Maria dat in de meeste getijdenboeken is opgenomen. In de 14e eeuw is het vrij zeldzaam, en in de 15e eeuw werd het stilaan populair. Ook in de 16e eeuw bleef het veelvuldig in gebruik. Het gaat altijd samen met een ander gebed tot de Heilige Maagd: het Obsecro te. De gebeden hebben geen vaste plaats in het getijdenboek, maar komen dikwijls tussen de uittreksels uit de evangelies en de Mariagetijden.
Het O intemerata ontstond waarschijnlijk in de twaalfde eeuw in de Franse cisterciënzerkloosters en was aanvankelijk een gebed tot Maria en de apostel Johannes. Zowel de oudere versie met Johannes als de jongere waarin uitsluitend Maria werd aangeroepen, bleven naast elkaar in omloop. Er was geen “canonieke” vorm voor dit gebed, er zijn tientallen versies van in omloop. Men kopieerde de versie die men voorhanden had, eventueel met enkele wijzigingen, en die versie diende later als origineel voor een volgende scribent.
De tekst van het gebed kon opgesteld worden in een vrouwelijke of een mannelijke vorm, in functie van de eigenaar van het getijdenboek. Hoewel ook in getijdenboeken bestemd voor vrouwen, de “mannelijke” tekst werd gebruikt, kan men er nagenoeg zeker van zijn dat het manuscript ook voor een vrouwelijke eigenaar was bedoeld als men een vrouwelijke versie had gebruikt. Dit kan nuttig zijn bij de bestudering van handschriften.

## Inhoud
Na de lofprijzingen aan het adres van Maria en aan Johannes, betuigt de persoon die het gebed bidt zijn spijt over zijn fouten en zonden. Hij herinnert Maria en Johannes eraan dat Maria’s zoon Jezus, stervend aan het kruis, Maria aanstelde tot moeder van Johannes en Johannes als zoon van Maria. Daarna gaat hij verder om aan beiden bescherming te vragen voor zijn ziel en zijn lichaam en smeekt hun bij Christus voorspraak te doen voor deze arme zondaar.

## Tekst
Hieronder vindt men het begin van de tekst in het Latijn en in het Middelnederlands:
- O intemerata et in eternum benedicta singularis atque incomparabilis virgo dei genitrix maria gratissimum dei templum spiritus sancti sacrarium ianua regni celorum per quam post deum totus vivit orbis terrarum.
- O onbesmette ende yn ewicheit gebenedyt sondlynge maged ende sonder gelyc Goets wynsterse, maget maria. Alre bequaemste goets tempel, Vat des Heiligen geest ende doer des rijx der hemelen.